# Koorschool Midden-Gelderland
De Koorschool Midden-Gelderland is een zang- en kooropleiding van 4- tot 23-jarigen. De Koorschool is gevestigd in Ede en Wageningen, maar trekt ook veel leerlingen uit de wijde omgeving. Het is een initiatief van de bekende dirigent, componist en muziekpedagoog Albert Wissink.
Sinds 2022 wordt het geleid door Rob Kaptein

## Zangklassen
De opleiding is verdeeld in vijf klassen. Hieronder een overzicht:
| Zangklas      | Leeftijdsgroep        |
| ------------- | --------------------- |
| Speelleerklas | 4 en 5 jaar           |
| Zangklas 1    | 6 en 7 jaar           |
| Zangklas 2    | 8 tot en met 10 jaar  |
| Zangklas 3    | 11 tot en met 15 jaar |
| Zangklas 4    | 16 tot en met 23 jaar |
| Kamerkoor     | 18 tot en met 40 jaar |

Naast de opleiding is de Koorschool ook een koor dat concerten geeft. Zangklas 1 en 2 vormen het kinderkoor, zangklas 3 het tienerkoor en zangklas 4 vormt het jeugdkoor.
Zangers die zangklas 4 ontgroeid zijn, vormen samen het kamerkoor van de Koorschool: Kamerkoor Midden-Gelderland.

## Kamerkoor Midden Gelderland
Kamerkoor Midden Gelderland is een kamerkoor gevestigd in Ede. Het koor werd opgericht in 2015 en bestaat uit de oudere leden van de Koorschool Midden-Gelderland, een zangopleiding voor jongeren tot ongeveer 23 jaar. De leden ouder dan deze leeftijd vormen het huidige Kamerkoor Midden Gelderland. Ondanks dat veel leden verspreid over Nederland wonen vanwege werk of studie, komen ze elke twee tot drie weken samen voor repetities op zondag.

### Optredens en samenwerkingen
Kamerkoor Midden Gelderland heeft een divers optreed portfolio, dat onder meer uitvoeringen van de "Mattheus Passie," de "Messiah" van Händel en het "Weihnachtsoratorium" omvat. Het koor heeft samengewerkt met gerenommeerde muziekgezelschappen, zoals het Nederlands Kamerkoor. Hun optredens zijn niet beperkt tot Nederland; ze hebben concertreizen gemaakt naar landen als Duitsland, België, Letland, Tsjechië, Hongarije en Bosnië.

### Leiderschap en personeel
Het koor staat onder artistieke leiding van Rob Kaptein, die tevens de artistiek leider is van de Koorschool Midden-Gelderland. Hoewel Kaptein de vaste dirigent is, werkt het ensemble ook samen met andere professionele musici voor diverse projecten.

## Repertoire
De Koorschool heeft een breed repertoire. Hieronder een kleine greep daaruit:
- De Matthäus Passion van Johann Sebastian Bach
- The Messiah (Händel)
- Noye's Fludde van Benjamin Britten
- Composities van Béla Bartók
- Composities van Dolf de Kinkelder
- Volksliederen uit:
  - Nederland
  - Afrika
  - Spanje
  - Japan
  - Korea
- Composities van W. A. Mozart, waaronder:
  - Avé Maria
  - Laudate Dominum
- Musicalstukken uit onder andere:
  - Cats
  - West Side Story
  - The Sound of Music

## Concerten
De Koorschool geeft ieder jaar een zomer- en een kerst/nieuwjaarsconcert. Daarnaast worden er extra concerten gegeven voor bijzondere gelegenheden, zoals het Arnhems Korenfestival (2005) of de opening van het Ziekenhuis Gelderse Vallei te Ede. Ook wordt er bijna ieder jaar meegewerkt aan een Matthäus Passion van een koor in Nederland. Op heeft De Koorschool heeft zelf de door Jan Rot hertaalde passie ten gehore gebracht op21 maart 2008, 22 april 2011 en in 2022

## Concertreizen
Naast gewone concerten in Nederland, geeft de Koorschool ook concerten in het buitenland tijdens concertreizen. Hieronder een overzicht:
| Jaar | Bestemming(stad)   | Bestemming(land)      | Opmerkingen |
| ---- | ------------------ | --------------------- | --- |
| 2000 | Dworp              | België                | Deelname aan de Jeugdkoorweek in Dworp met het "Koor van het jaar 1999-2000" van België, het jeugdkoor -Scala-. Georganiseerd door de Koorfederatie Vlaanderen |
| 2004 | Chrudim            | Tsjechië              | Chrudim is de partnerstad van Ede |
| 2006 | Boedapest en Érd   | Hongarije             | |
| 2007 | Riga en Ventspils  | Letland               | |
| 2009 | Gent               | België                | |
| 2009 | Leipzig            | Duitsland             | |
| 2010 | Mostar en Sarajevo | Bosnië en Herzegovina | |
| 2017 | Sarajevo           | Bosnië en Herzegovina | |

## Overige activiteiten

### Cultuurprijs 2011 gemeente Ede
Koorschool heeft in november 2011 de Cultuurprijs 2011 van de gemeente Ede uitgereikt gekregen. De prijs, die 1x per 3 jaar wordt uitgereikt, gaat naar een genomineerde die zich verdienstelijk maakt en zich onderscheidt op het gebied van kunst en cultuur.

### Open dagen
In september en januari/februari geeft de Koorschool standaard een paar open dagen om kinderen/ouders kennis te laten maken met de Koorschool.

### Studiedagen
Als er concerten voor de boeg staan en de liederen nog flink geoefend moeten worden, wordt er een studiedag ingelast.

### Andere koorscholen
- Koorschool Haarlem (een basisschool, vanaf groep 5)
- Kathedrale Koorschool Utrecht (een basisschool, vanaf groep 5)
- Koorschool Arnhem
- Koorschool Dordrecht
- Koorschool Drenthe
- Koorschool Ars Musica (Ridderkerk/Gouda)
- Limburgse Koorschool
- Koorschool Viva la Musica (Zuidwolde, Meppel en Zwolle)
- Koorschool Noord Nederland (Roden)
- Koorschool Lambertus (Hengelo)
- Gooise koorschool